# Авадьяев, Артём Валериевич
Авадьяев Артём Валериевич — российский композитор, автор текстов, музыкальный продюсер.
Автор музыки и слов более чем 200 песен для российских и зарубежных исполнителей.
В 2011 году получил премию «Песня года» за песню Валерии и Николая Баскова — «Сохранив любовь».
В 2016 году за песню Николая Баскова «Обниму тебя» были получены премии: «Песня года» и «Золотой граммофон».
В 2022 году за песню «Давай по-хорошему» получена премия «Песня года».

## Творчество
Официальные релизы песен:
1. Челси — «Я люблю» (муз. и сл. А.Авадьяев)
2. Валентин — «My God» (муз. А.Авадьяев, сл. В.Силин)
3. Александр Еловских — «One picture of my life» (муз. А.Авадьяев, сл. В.Силин)
4. Валерия и Николай Басков — «Сохранив любовь» (муз. и сл. А.Авадьяев)
5. Александр Еловских — «Перестрелка» (муз. А.Авадьяев, сл. О.Виор)
6. Руслан Алехно — «Не забыть» (муз. и сл. А.Авадьяев)
7. Ажур — «Прости» (муз. А.Авадьяев, сл. А.Авадьяев, О.Виор)
8. Adil Karaca & Юлия Ласкер — «Ты и я» (муз. З.Хубукела, сл. А.Авадьяев, Ю.Ласкер)
9. Николай Басков — «Несравненная» (муз. и сл. А.Авадьяев)
10. Александр Еловских — «Я вспоминаю о нас» (муз. А.Авадьяев, сл. В.Силин)
11. Эмили Купер — «Классно» (муз. и сл. А.Авадьяев)
12. Adil Karaca — «Мариам» (муз. и сл. А.Авадьяев)
13. Маша и гр. «Маугли» — «Равнодушная любовь» (муз. А.Авадьяев, сл. В.Белоцерковский)
14. Александр Еловских — «Только ты» (муз. и сл. А.Авадьяев)
15. Сурен Платонов — «Подружка» (муз. и сл. А.Авадьяев)
16. Павел Соколов — «Научись жить без меня» (муз. А.Авадьяев, сл. Ю.Юрков)
17. Вадим Казаченко — «Ты одна» (муз. и сл. А.Авадьяев)
18. Аполлинария — «Лучший из лучших» (муз. и сл. А.Авадьяев)
19. Ivan — «Не стреляй» (муз. и сл. А.Авадьяев)
20. Ани Лорак — «Я буду счастливой» (муз. и сл. А.Авадьяев)
21. Челси — «Не делай мне больно» (муз. и сл. А.Авадьяев)
22. Анжелика Агурбаш — «Лучше тебя нет» (муз. А.Авадьяев, сл. Ю.Юрков)
23. Гимн телеканала RuTv — «Включай RuTv» (муз. А.Авадьяев, сл. А.Авадьяев, О.Виор, Р.Ли)
24. Александр Еловских — «Всё не случайно» (муз. и сл. А.Авадьяев)
25. Тамара Кутидзе — «Саундтрек моей жизни» (муз. и сл. А.Авадьяев)
26. Николай Басков — «Обниму тебя» (муз. А.Авадьяев, сл. Ю.Юрков)
27. Тамара Кутидзе — «Как же ты могла» (муз. и сл. А.Авадьяев)
28. Тамара Кутидзе — «Искренне» (муз. А.Авадьяев, сл. А.Авадьяев, Р.Ли)
29. Ани Лорак — «Я стану твоей» (муз. и сл. А.Авадьяев)
30. Жасмин — «Я верю в любовь» (муз. и сл. А.Авадьяев)
31. Лариса Долина & Александр Еловских — «Больше ни слова» (муз. и сл. А.Авадьяев)[3]
32. Тутси — «Пропади всё пропадом» (муз. и сл. А.Авадьяев)
33. Николай Басков & Лариса Долина — «Давай по-хорошему» (муз. А.Авадьяев, сл. Ю.Юрков)[4]
34. группа "Сентябрь[5]" - "Любить всегда" ("Я буду тебя любить"), (муз.и сл. А.Авадьяев)

Клипы:
1. Валерия & Николай Басков — «Сохранив любовь» (реж. В.Дербенёв)
2. Руслан Алехно — «Не забыть» (реж. А.Иваненко)
3. Ажур — «Прости»
4. Александр Еловских — «Перестарелка» (реж. А.Иваненко)
5. Челси — «Не делай мне больно» (реж. З.Маминошвили)
6. Александр Еловских — «Я вспоминаю о нас» (реж. Г.Волев)
7. Эмили Купер — Классно
8. Маша и гр. «Маугли» — Равнодушная любовь (реж. Х.Маасик)
9. Николай Басков — Обниму тебя (реж. С.Сирбу)
10. Аполлинария — Лучший из лучших
11. Сурен Платонов - Подружка
12. Александр Еловских — Всё не случайно (реж. Г.Волев)
13. Павел Соколов — Научись жить без меня (реж. Г.Волев)
14. Тамара Кутидзе — Саундтрек моей жизни (реж. Г.Волев)
15. Лариса Долина & Александр Еловских — Больше ни слова (реж. И.Миронова)
16. Тутси — Пропади всё пропадом (реж. М.Куликова)
17. Николай Басков & Лариса Долина — «Давай по-хорошему» (реж. В.Рудаков)